# Emelota de Jericó
Emelota de Jericó (fl. 1116-1133) fue una noble franca del Reino de Jerusalén. Su tío, Arnulfo de Chocques, patriarca latino de Jerusalén, le dio Jericó como dote cuando se casó con el poderoso señor de Sidón y Cesarea, Eustaquio Grenier. Después de la muerte de Eustaquio en 1123, Emma administró Sidón y Cesarea en nombre de sus hijos, Eustaquio II y Gualterio I Grenier. En 1123 o 1124, se casó con el conde Hugo II de Jaffa. La condesa de Jaffa desaparece de la historia después de 1133; al año siguiente, su hijo Gualterio acusó a su esposo Hugo de traición, lo que llevó al rey Fulco a confiscar las tierras de Hugo y las suyas.

## Antecedentes
Según Guillermo de Tiro, Emelota era sobrina del patriarca latino de Jerusalén, Arnulfo de Chocques. Arnulfo fue acusado de lujuria y de haber tenido un hijo con una de sus amantes. El historiador Harry W. Hazard señala que, «dada la notoria lujuria de Arnulfo», «sobrina» podría ser un eufemismo para hija, pero su colega Bernard Hamilton argumenta que no hay pruebas de que Arnulfo fuera el padre de Emelotaa. Guillermo la llama Emelota, su continuador Aliennor o Ameloz, y los Lignages d'Outremer Hermeline o Ameline; en documentos se la llama Emma.

## Señora de Sidón y Cesarea
Arnulfo dispuso que Emelota se casara con el primer señor de Cesarea y Sidón, Eustaquio Grenier, que era uno de los nobles más poderosos del reino. Guillermo narra que Arnulfo dotó a Emelota con la ciudad y el oasis de Jericó, que habían pertenecido a la Iglesia del Santo Sepulcro. La historiadora Natasha Hodgson presume que el acuerdo tuvo la bendición del rey Balduino II. Esto convirtió a Emelota en una mujer rica, pero Arnulfo fue despreciado por enajenar la propiedad de la iglesia para beneficio de su familia. El historiador Hans Eberhard Mayer cree que esto puede explicar por qué los patriarcas hicieron un juramento de abstenerse de reducir la propiedad de la Iglesia. Emelota y Eustaquio tuvieron hijos gemelos, Eustaquio II y Gualterio I Grenier. Según los Lignages (que, aparentemente erróneamente, nombra a los hijos de Emma y Eustace como Gerard y Walter), Emelota y Eustaquio también tuvieron una hija, Inés, que se casó con Enrique de Milly.
Hazard es escéptico sobre la narrativa de Guillermo: argumenta que Arnulfo no podría haberle dado Jericó a Emelota antes de convertirse en patriarca en 1112 y que si se la dio, ella no podría haberse casado con Eustaquio I antes de 1112 porque su hijo Eustaquio II habría sido demasiado joven para tener un hijo adulto, Gerardo, en 1135. Mayer sostiene que Eustaquio II murió sin hijos y que Gerardo no estaba relacionado con los Grenier. Mientras que Hazard dice que Jericó nunca se menciona en las cartas emitidas por Emelota, Eustaquio I o sus descendientes, Mayer cita dos cartas: una emitida en 1116, cuando Emelota y Eustaquio dieron tierras, un molino y derechos de agua a los sacerdotes en Quarantana (cerca de Jericó); y otra, emitida el 8 de abril de 1124, cuando Emelota aumentó los derechos de agua de los sacerdotes con el consentimiento de sus hijos, quienes heredarían sus tierras. Emelota administraba sus tierras y derechos a través de un vizconde de Jericó llamado Arnulfo.

## Condesa de Jaffa
El primer marido de Emelota, Eustaquio, murió el 15 de junio de 1123. Sus tierras fueron divididas entre sus gemelos, con Eustaquio II recibiendo Sidón y Gualterio recibiendo Cesarea. Para el 8 de abril de 1124, Emelota se había casado con el conde Hugo II de Jaffa a pesar de que se consideraba impropio que una viuda se volviera a casar antes de que hubiera pasado un año desde la muerte de su esposo. En ese momento, Hugo se hizo cargo de Jericó en nombre de Emelota y sus hijos. Emelota y los niños vivieron con Hugo en Jaffa. Aunque Eustaquio II se había casado y comenzó a actuar como señor de Sidón para 1126, todavía era menor de edad y los asuntos oficiales se llevaban a cabo en presencia de Emelota y solo con su asentimiento.
Eustaquio II había muerto en 1131, pero Gualterio, que alcanzó la mayoría de edad en 1128, no recibió a Sidón. Mayer presume que Hugo retuvo Sidón y concluye que Emelota, que aún vivía en 1133, no pudo ayudar a su hijo. En 1134, Gualterio se presentó en el tribunal y acusó a Hugo de lesa majestad y de una conspiración para asesinar al rey Fulco. Mayer concluye que esta acusación, incitada por el rey, fue el intento de Gualterio de asegurar Sidón para sí mismo. También corrieron rumores de que Hugo tenía un romance con la reina Melisenda, esposa de Fulco; Mayer sugiere que los chismes fueron orquestados por Fulco. En el tribunal, Walter retó a Hugo a un juicio por combate. Sin embargo, el conde no compareció el día designado y fue declarado culpable por rebeldía. El historiador Steven Runciman sugiere que la condesa Emelota podría haberlo inducido a mantenerse alejado, temeroso de perder a su marido o a su hijo. Hugo terminó exiliado del reino a Apulia, donde pronto murió.
Emelota aparece con vida por última vez en documentos en 1133. Se desconoce si murió antes del destierro de Hugo, si lo siguió al exilio o si se volvió a casar tras su muerte; también es posible que simplemente desapareciera del registro histórico. Las tierras de Emelota fueron confiscadas junto con las de Hugo.